# Камнева, Нина Алексеевна
Ни́на Алексе́евна Ка́мнева (1916, Российская империя — 1973, Москва) — одна из первых советских парашютисток, мировая рекордсменка, инженер-полковник.

## Биография
Родилась в 1916 году.
Окончила Центральный институт физкультуры и Военно-воздушную академию им. Н. Е. Жуковского.
Увлекшись парашютным спортом, прошла обучение в Центральной парашютной школе Осоавиахима, стала одной из первых женщин-инструкторов по парашютной подготовке.
13 августа 1934 года установила мировой рекорд затяжного прыжка для женщин со свободным падением — 58 секунд с высоты 2700 метров, раскрыв парашют в 250 метрах от земли. Это достижение было зарегистрировано в качестве первого мирового рекорда среди женщин.
С образованием ЦАК им. В. П. Чкалова, работала там в должности общественного инструктора парашютного спортивного отряда, готовила кадры для Советской Армии.
Умерла в 1973 года в Москве, похоронена в колумбарии Новодевичьего кладбища (Старая территория, секция № 4, ряд № 17, ниша № 1).

## Награды и звания
- Награждена орденами Ленина, Красного Знамени и Красной Звезды, а также медалями СССР.
- Первой из женщин удостоена звания «Мастер парашютного спорта СССР» (1934).[2]